# マラウイ国防軍
マラウイ国防軍（マラウイこくぼうぐん、Malawian Defence Force）は、マラウイの国防を司る軍隊である。
この軍は、イギリスの植民地時代に置かれていた王立アフリカ小銃隊（en:King's African Rifles）の流れを汲み、1964年のマラウイ独立とともに設立された。
女性の入隊を容認するようになったのは1996年のことである。

## 陸軍
マラウイ陸軍の部隊であるマラウイ小銃隊（Malawi Rifles）は、1964年にイギリスから独立を得た時に編成された。その最初の大隊は、王立アフリカ小銃隊の第一大隊より構成されたものであった。軍の本拠地はゾンバの"コッベ・バラック"であるが、この名はアレクサンダー・コッベ（en:Alexander Cobbe）に由来する。
1966年7月6日、マラウイは共和国を導入し、ヘイスティングズ・カムズ・バンダが初代大統領となった。大統領就任セレモニー後のバンダの一番初めの義務は、国軍の大隊に新たな連隊旗とバンダの大統領旗を与えることであった。
現在のマラウイ陸軍は、2つの小銃連隊と1つの落下傘部隊から構成されており、マラウイ国防省の権限下におかれている。2003年度のアメリカ合衆国国務省による国際軍事教育プログラム（IMET）参加訓練の文書から、アメリカはマラウイ小銃隊第2大隊、マラウイ小銃隊第3大隊（モヤレ・バラックに駐留）、パラシュート部隊、戦闘支援大隊（ムベラに駐留）に訓練を施したことが示唆されている。
2024年時点で、総人員数は10,500名。

### 装備
- Eland 90装甲偵察車×30[3]
- フェレット装甲偵察車×8[3]
- フォックス装甲偵察車×20[3]
- キャスパー軽装甲車×14[3]
- マローダー軽装甲車×9[3]
- プーマ M26-15（英語版）軽装甲車×8[3]
- RAM Mk3軽装甲車×8[3]
- L118 105mm榴弾砲×8[3]
- L16A1 81mm迫撃砲×82[3]
- M3 81mm迫撃砲×16[3]
- ZPU-4 14.5mm対空機関銃×40[3]

## 空軍
1976年、マラウイ空軍はドイツの協力により設立され、1976年から1980年にかけて単発のドルニエ Do 27を6機と、軽双発のドルニエ Do 288機を引き渡された。また、同時期にフランスからSA 316、AS350 エキュレイユ、AS355 エキュレイユ 2を1機ずつと、3機のSA 330の引渡しを受けた。1986年にはBAE 125-8001機が配備された。1986年から1989年にかけて、旧型のドルニエが退役する分を補うため、4機のドルニエ Do 228を導入した。1990年には、2機のC-47と、ターボプロップ機のPT6Aをアメリカから引き渡された。
2024年時点で、人員数は200名。以下の機体を保有している。

### 保有機体
| モデル       | 開発国         | タイプ               | 機数 | 別記事項 |
| ------------ | -------------- | -------------------- | ---- | -------- |
| ドルニエ 228 | ドイツ         | 軽輸送機             | 1    |          |
| MA600        | 中華人民共和国 | 軽輸送機             | 2    |          |
| AS 532UL     | フランス       | 中型輸送ヘリコプター | 1    |          |
| SA 330H      | フランス       | 中型輸送ヘリコプター | 1    |          |
| H215         | フランス       | 中型輸送ヘリコプター | 1    |          |
| AS350L       | フランス       | 軽輸送ヘリコプター   | 1    |          |
| SA 341B      | フランス       | 軽輸送ヘリコプター   | 4    |          |

## 海軍

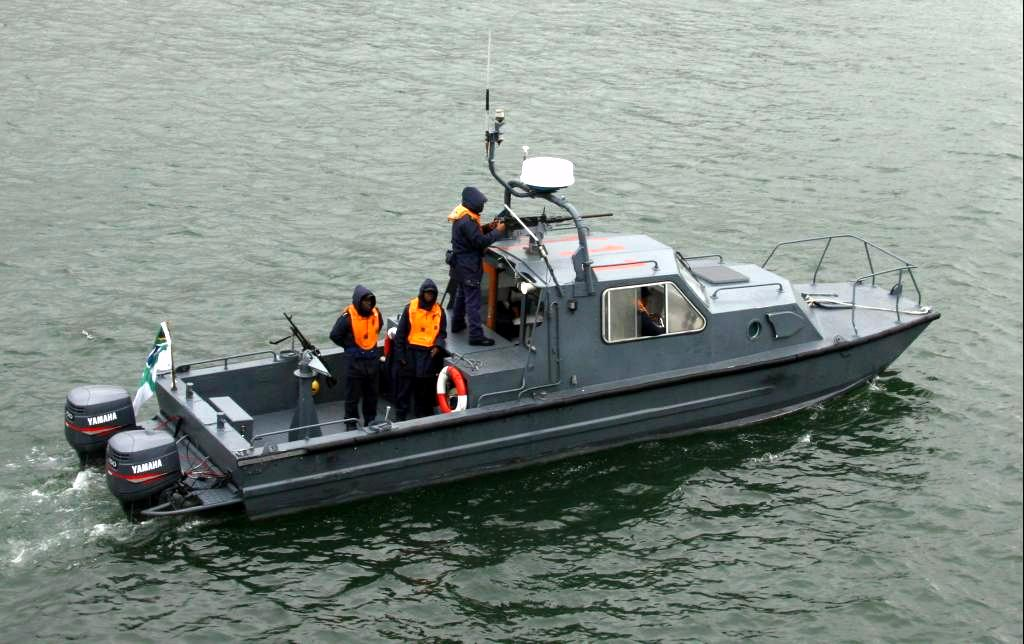
ナマキュラ型内海哨戒艇。写真は南アフリカ海軍の同型艇。

国境線が存在するマラウイ湖において活動している。
基地はマラウイ湖畔のモンキー・ベイ。
海軍は陸軍の指揮下に存在している。
2008年時点の兵員は225人である。
文献によっては「海兵隊」と訳されている。
- 巡視艇
  - ナマキュラ型内海哨戒艇 - 1隻。南アフリカ共和国より輸入。
  - アンテラス型哨戒艇 - 1隻（1993年から非稼働の可能性あり）
- 補助舟艇
  - LCM - 1隻（退役したとみられる）
  - 汎用複合艇 - 12隻（上記のLCMの代替を兼ねる）